# Le Bouchet-Mont-Charvin
Le Bouchet – miejscowość i gmina we Francji, w regionie Owernia-Rodan-Alpy, w departamencie Górna Sabaudia.
Według danych na rok 1990 gminę zamieszkiwało 116 osób, a gęstość zaludnienia wynosiła 6 osób/km² (wśród 2880 gmin regionu Rodan-Alpy Le Bouchet plasuje się na 1505. miejscu pod względem liczby ludności, natomiast pod względem powierzchni na miejscu 529.).